# Jesper Konradsson
Jesper Ilmari Korhonen Konradsson, född 4 juni 1994, är en svensk handbollsspelare. Han är högerhänt och spelar i anfall som mittnia. Sedan 2022 spelar han för franska USAM Nîmes Gard.
I maj 2014 debuterade Jesper Konradsson i Sveriges landslag, i två träningslandskamper mot Norges landslag. I januari 2016 mästerskapsdebuterade han vid EM i Polen.

## Meriter
- Svensk mästare 2014 med Alingsås HK
- Dansk mästare 2018 med Skjern Håndbold